# Хершмиллер, Томас
Томас Алан «Том» Хершмиллер (англ. Thomas Alan "Tom" Herschmiller; род. 6 апреля 1978, Комокс, Британская Колумбия) — канадский гребец, выступавший за сборную Канады по академической гребле в период 1997—2004 годов. Серебряный призёр летних Олимпийских игр в Афинах, чемпион мира, победитель этапов Кубка мира и Королевской регаты Хенли. Также известен как врач, ортопедический хирург.

## Биография
Томас Хершмиллер родился 6 апреля 1978 года в городе Комокс провинции Британская Колумбия.
Заниматься академической греблей начал в 1993 году во время учёбы в Брентвудском колледже в Милл-Бее. Позже учился в Принстонском и Сиднейском университетах, получив степень доктора медицины.
Дебютировал в гребле на международной арене в 1997 году, став пятым в восьмёрках на молодёжном Кубке наций в Милане.
В 1998 году вошёл в основной состав канадской национальной сборной, в восьмёрках выступил на этапе Кубка мира в Люцерне и на чемпионате мира в Кёльне.
В 1999 году в той же дисциплине был четвёртым и пятым на этапах Кубка мира в Вене и Люцерне соответственно, тогда как на домашнем мировом первенстве в Сент-Катаринсе сумел квалифицироваться лишь в утешительный финал В и расположился в итоговом протоколе соревнований на восьмой строке.
Благодаря череде удачных выступлений удостоился права защищать честь страны на летних Олимпийских играх 2000 года в Сиднее — попасть здесь в число призёров не смог, показав в восьмёрках итоговый седьмой результат.
После сиднейской Олимпиады Хершмиллер остался в составе гребной команды Канады на ещё один олимпийский цикл и продолжил принимать участие в крупнейших международных регатах. Так, в 2001 году в восьмёрках он финишировал шестым на чемпионате мира в Люцерне.
В 2003 году в безрульных четвёрках одержал победу на этапе Кубка мира в Люцерне и на мировом первенстве в Милане.
Выиграв этап Кубка мира 2004 года в Мюнхене, благополучно прошёл отбор на Олимпийские игры в Афинах. На сей раз программе четвёрок без рулевого в решающем заезде пришёл к финишу вторым позади команды из Великобритании и тем самым завоевал серебряную олимпийскую медаль. Вскоре по окончании этих соревнований принял решение завершить карьеру профессионального спортсмена.
Впоследствии работал по медицинской специальности, стал практикующим ортопедическим хирургом.